# Ninon Chapelle
Pour les articles homonymes, voir Chapelle (homonymie).
Ninon Guillon-Romarin, ou Ninon Chapelle depuis son mariage, est une athlète française, spécialiste du saut à la perche, née le 15 avril 1995 à Metz.
Elle est détentrice du record de France avec 4,75 m. Multiple championne de France, elle a aussi remporté une médaille d'or lors des Jeux méditerranéens de 2018.
De 2018 à 2025, elle détient le record de France en salle avec 4,73 m, avant d'être dépassée par Marie-Julie Bonnin.

## Biographie

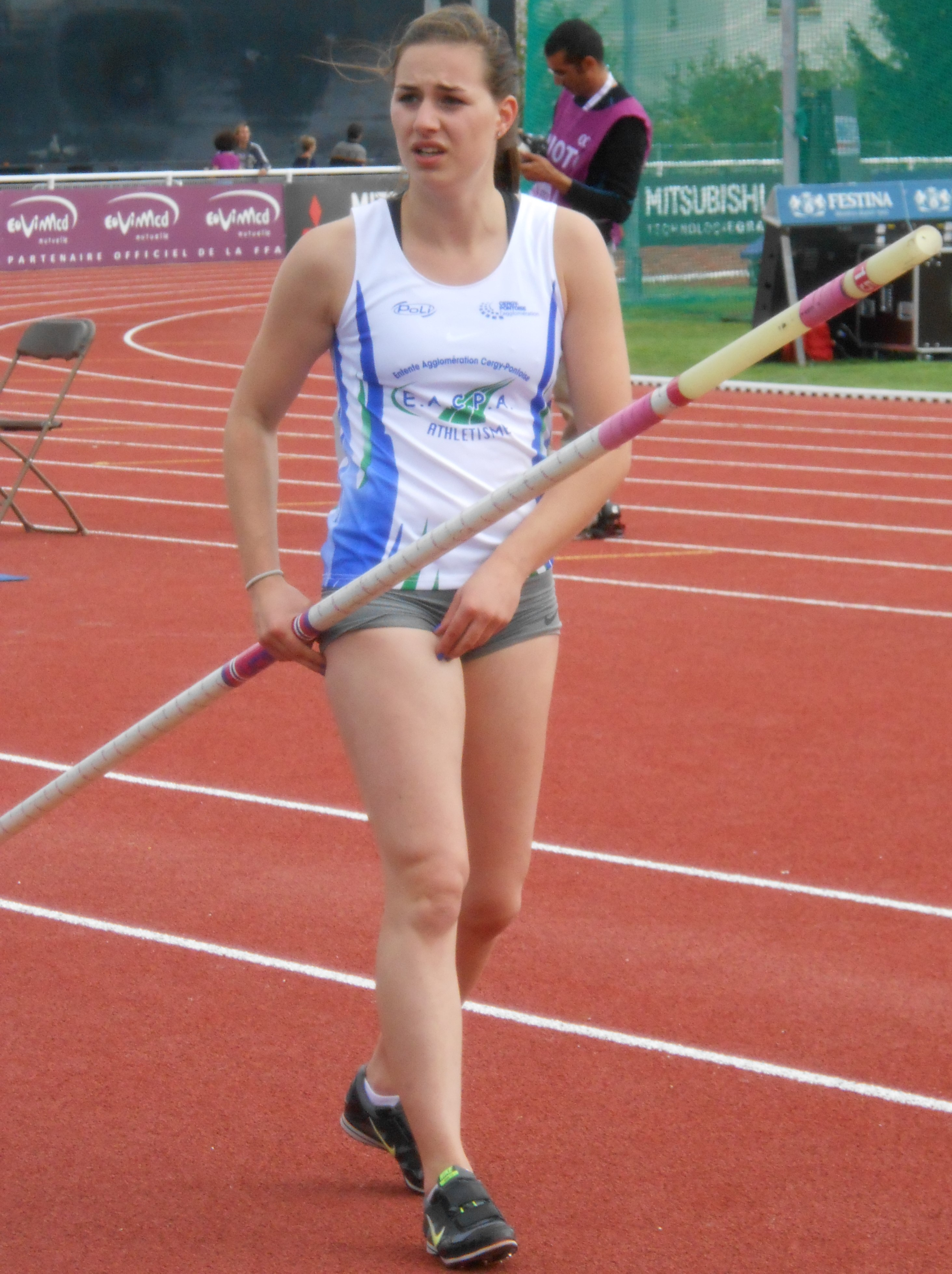
Ninon Guillon-Romarin aux Championnats de France d'athlétisme 2014.

Après avoir fait de la gymnastique durant sa jeunesse, passée à Bourges, elle débute l'athlétisme à dix ans. Elle découvre le saut à la perche en 4e grâce à sa professeur d'EPS, une ancienne perchiste de haut-niveau Agnès Livebardon. Un an plus tard, elle remporte le titre de championne de France UNSS. En 2014, elle quitte Bourges pour Clermont-Ferrand s'entraîner sous l'égide de Philippe d'Encausse, ensuite entraîneur de Renaud Lavillenie.
Elle remporte le concours de saut à la perche des championnats de France « élite » 2016 à Angers.
Le 9 juin 2017 à Pierre-Bénite, Ninon Guillon-Romarin franchit une barre à 4,60 m et réalise les minima pour les championnats du monde de Londres. Elle devient la 3e meilleure performance française ex aequo (avec Marion Lotout) en plein air dans cette discipline derrière la recordwoman de France Marion Fiack (4,71 m) et Vanessa Boslak (4,70 m). La semaine suivante, elle confirme à Blois cette performance en égalant son record. Elle se classe troisième des championnats d'Europe par équipes 2017, à Villeneuve-d'Ascq. Elle est éliminée, le 4 août, en qualifications des championnats du monde de Londres avec un saut à 4,20 m. Cette année-là, elle part s'entraîner à Cergy-Pontoise avec Sébastien Homo.
Le 12 janvier 2018, à Orléans, Ninon Guillon-Romarin égale le record de France du saut à la perche de Marion Fiack en franchissant 4,71 m. Deux semaines plus tard, elle confirme ses qualités en franchissant 4,62 m à Rennes. Le 17 février, elle remporte son premier titre de championne de France en salle avec 4,60 m, échouant de peu à 4,72 m, pour un nouveau record national.
Le 25 février 2018, à l'occasion du All Star Perche de Clermont-Ferrand, Ninon Guillon-Romarin franchit une barre à 4,72 m et améliore ainsi d'un centimètre le record de France qu'elle co-détenait avec Marion Fiack-Sidéa. Elle tente par trois fois 4,80 m, dont un essai manqué de peu, et termine 3e de la compétition derrière l'Américaine Katie Nageotte (4,86 m) et la Russe Anzhelika Sidorova (4,86 m également).
Le 3 mars, la Française termine 10e de la finale des championnats du monde en salle de Birmingham avec un saut à 4,50 m. Le 22 juin, à Cergy-Pontoise, elle porte son record personnel en plein air à 4,65 m et devient la 2e meilleure performeuse française de l'histoire derrière Vanessa Boslak (4,70 m).
Le 28 juin 2018, à Tarragone, Ninon Guillon-Romarin remporte son premier titre international majeur, à l'occasion des Jeux méditerranéens : auteure de 4,46 m, mais échouant à 4,56 m pour un record des Jeux, elle devance sur le podium la Slovène Tina Šutej (4,41 m) et la Grecque Nikoléta Kiriakopoúlou (4,31 m).
Le 7 juillet 2018, lors des championnats de France d'Albi, Ninon Guillon-Romarin ajoute un centimètre à son propre record de France en décrochant son deuxième titre élite en plein air avec la marque de 4,73 m.
Le 20 juillet 2018, au meeting de Monaco, elle ajoute deux centimètres à son record de France avec un saut à 4,75 m et termine à la 8e place, en franchissant la même barre que les trois concurrentes qui la précèdent au classement.
Le 8 août 2018, Ninon Guillon-Romarin se qualifie pour la finale des championnats d'Europe de Berlin avec un saut à 4,45 m. Le lendemain, elle termine 5e de la finale avec 4,65 m.
Le 24 février 2019, lors du All Star Perche à Clermont-Ferrand, elle améliore d'un centimètre son propre record de France en salle qu'elle avait réalisé l'année précédente lors du même événement, le portant à 4,73 m. Aux Championnats d'Europe d'athlétisme en salle à Glasgow, elle termine 7e et 3e des Championnats d'Europe d'athlétisme par équipes.
Le 28 juillet 2019, elle remporte le titre national à Saint-Étienne avec 4,60 m, et signe les minimas pour les championnats du monde de Doha. Lors de ces Championnats, elle passe 4,60 m lors des qualifications, ce qui lui permet d'obtenir son ticket pour la finale en finissant 7e. En finale, elle ne réussit pas à passer la barre des 4,80 m - cinq centimètres au dessus de son record personnel - et termine seulement 12e.
Avec ses 4,70 m réussis lors des championnats du monde, elle valide le niveau de performance requis pour les Jeux olympiques de Tokyo. Ayant prévue d'enfanter à l'issue de la compétition, en 2020, elle fait le choix d'attendre un enfant en année olympique à la suite du report de la compétition. Après avoir accouché le 14 février 2021, elle n'abandonne pas son pari olympique. Quatre mois après avoir donné naissance à son enfant, elle réussit à sauter 4,05 m. Une performance qu'elle n'améliore pas lors des championnats de France à Angers. Elle n'est finalement pas retenue pour Tokyo. Une décision que son club de Cergy-Pontoise qualifie de "patriarcale et injuste".
Elle fait son retour à la compétition lors du StarPerche de Bordeaux en franchissant 4,32 m.

### Vie personnelle
Elle est mariée avec le perchiste Axel Chapelle, qui est également son camarade d'entraînement,.
Après avoir annoncé sa grossesse en septembre 2020, elle donne naissance, le 14 février 2021, à son premier enfant, un garçon prénommé Oscar.

## Palmarès

### International
| Date | Compétition                       | Lieu             | Résultat | Marque |
| ---- | --------------------------------- | ---------------- | -------- | ------ |
| 2013 | Championnats d'Europe juniors     | Rieti            | 4e       | 4,15 m |
| 2014 | Championnats du monde juniors     | Eugene           | 9e       | 4,10 m |
| 2015 | Championnats d'Europe espoirs     | Tallinn          | 7e       | 4,15 m |
| 2017 | Championnats d'Europe par équipes | Lille            | 3e       | 4,45 m |
| 2017 | Championnats d'Europe espoirs     | Bydgoszcz        | 5e       | 4,35 m |
| 2018 | Championnats du monde en salle    | Birmingham       | 10e      | 4,50 m |
| 2018 | Jeux méditerranéens               | Tarragone        | 1re      | 4,46 m |
| 2018 | Coupe du monde                    | Londres          | 3e       | 4,68 m |
| 2018 | Championnats d'Europe             | Berlin           | 5e       | 4,65 m |
| 2018 | Ligue de diamant                  | Ligue de diamant | 7e       | 4,57 m |
| 2019 | Championnats d'Europe en salle    | Glasgow          | 7e       | 4,65 m |
| 2019 | Championnats d'Europe par équipes | Bydgoszcz        | 3e       | 4,46 m |
| 2019 | Championnats du monde             | Doha             | 12e      | 4,70 m |
| 2022 | Championnats du monde             | Eugene           | 11e      | 4,45 m |
| 2022 | Championnats d’Europe             | Munich           | 14e      | 4,40 m |
| 2024 | Championnats d’Europe             | Rome             | 9e       | 4,43 m |
| 2024 | Jeux olympiques                   | Paris            | 14e      | 4,40 m |

### National
- Championnats de France d'athlétisme:
  - saut à la perche : vainqueur en 2016, 2018 et 2019, 2e en 2023
- Championnats de France d'athlétisme en salle:
  - saut à la perche : vainqueur en 2018, 2019 et 2020, 2e en 2016 et 2017

## Records
| Épreuve          | Épreuve   | Marque      | Lieu             | Date            |
| ---------------- | --------- | ----------- | ---------------- | --------------- |
| Saut à la perche | Plein air | 4,75 m (NR) | Monaco           | 20 juillet 2018 |
| Saut à la perche | En salle  | 4,73 m (NR) | Clermont-Ferrand | 24 février 2019 |

### Meilleure performance par année
| Année | Marque | Date             | Lieu          | Rang |
| ----- | ------ | ---------------- | ------------- | ---- |
| 2013  | 4,15 m | 7 juin 2013      | Pierre-Bénite | 141  |
| 2014  | 4,20 m | 24 mai 2014      | Pézenas       | 120  |
| 2015  | 4,35 m | 26 juillet 2015  | Tomblaine     | 71   |
| 2016  | 4,40 m | 25 juin 2016     | Angers        | 63   |
| 2017  | 4,60 m | 9 juin 2017      | Pierre-Bénite | 21   |
| 2018  | 4,75 m | 20 juillet 2018  | Monaco        | 10   |
| 2019  | 4,70 m | 8 septembre 2019 | Beckum        | 15   |

| Année | Marque | Date            | Lieu             | Rang |
| ----- | ------ | --------------- | ---------------- | ---- |
| 2013  | 4,16 m | 16 mars 2013    | Lyon             | 108  |
| 2014  | 4,20 m | 18 janvier 2014 | Orléans          | 105  |
| 2015  | 4,21 m | 10 janvier 2015 | Aubière          | 99   |
| 2016  | 4,35 m | 28 février 2016 | Aubière          | 62   |
| 2017  | 4,30 m | 5 février 2017  | Lyon             | 66   |
| 2018  | 4,72 m | 25 février 2018 | Clermont-Ferrand | 7    |
| 2019  | 4,73 m | 24 février 2019 | Clermont-Ferrand | 9    |